# Elymus angustispiculatus
Elymus angustispiculatus är en gräsart som beskrevs av Shou Liang Chen och Guang Hua Zhu. Elymus angustispiculatus ingår i släktet elmar, och familjen gräs.
Artens utbredningsområde är Qinghai (Kina). Inga underarter finns listade i Catalogue of Life.